# Laserkirurgi (medicin)

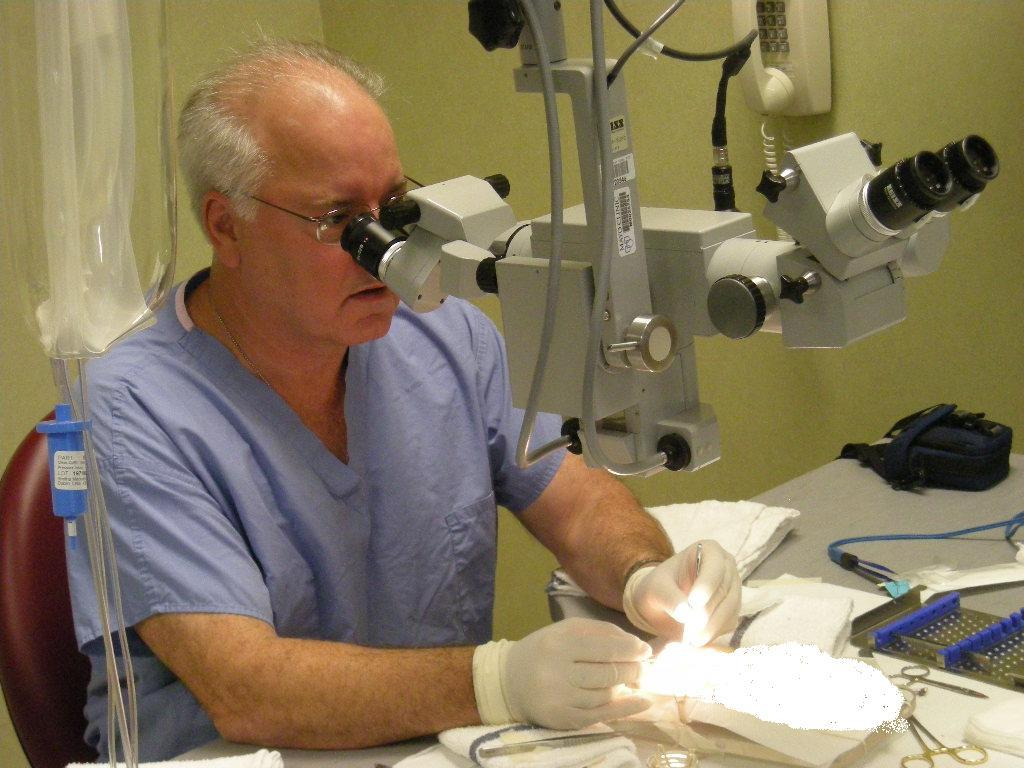
Laseroperation av en fot.

Laserteknik används numera för medicinska bruk, såsom behandling av grön och eftervård av grå starr, eller för ögonoperationer av synkorrigerande syften. Det används även till att genomföra behandlingar för att förändra utseendet hos en person. Detta kan till exempel vara hårborttagning, borttagning av tatueringar eller reducering av rynkor.

## Olika sorters laser

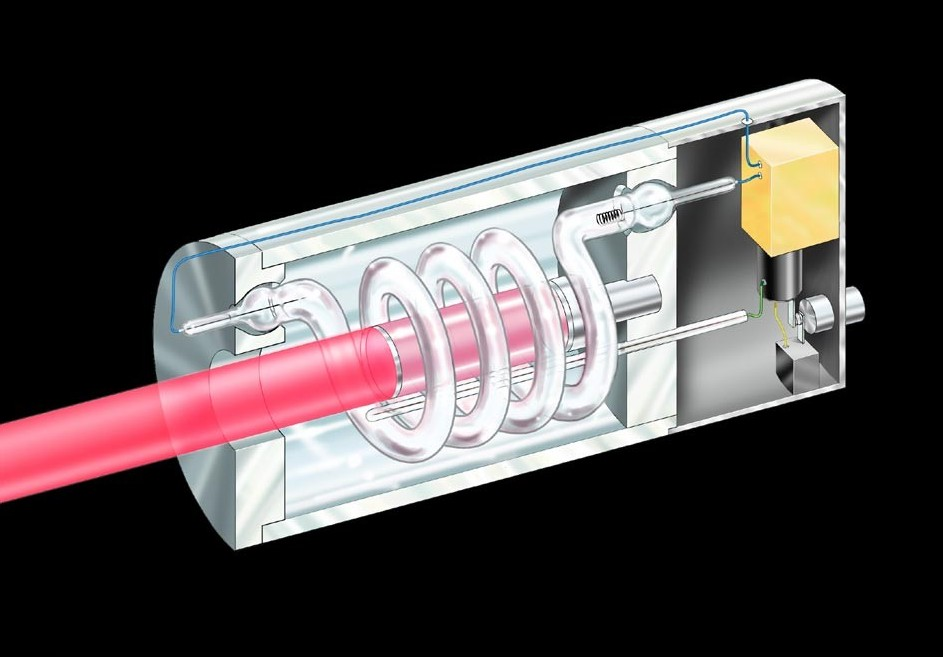
En bild på en rubinlaser.

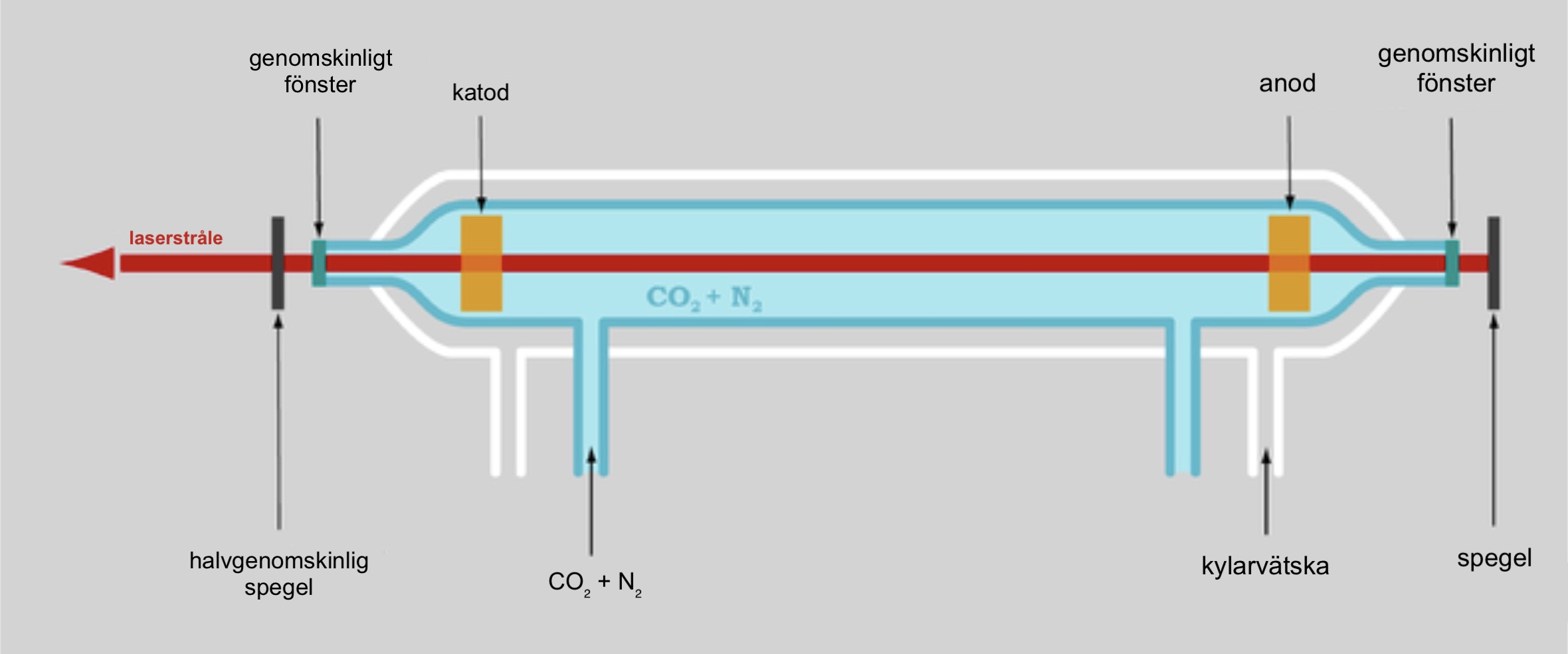
Bild på en koldioxidlaser (CO2).

| Laser                                                          | Våglängd (nm) | Absorberande kromofor | Användningsområden                     |
| -------------------------------------------------------------- | ------------- | --------------------- | -------------------------------------- |
| Rubin                                                          | 694           | Pigment, hemoglobin   | Dermatologi, tatueringsborttagning     |
| Nd:YAG                                                         | 1 064         | Pigment, proteiner    | Brett användningsområde                |
| Er:YAG                                                         | 2 940         | Vatten                | Kirurgi                                |
| Diod                                                           | 630–980       | Pigment               | LLLT, PDT, kirurgi                     |
| Argonjon                                                       | 350–514       | Pigment, hemoglobin   | Kirurgi, PDT, oftalmologi, dermatologi |
| CO2                                                            | 10 600        | Vatten                | Kirurgi                                |
| Färgämne                                                       | 504–690       | Pigment               | PDT, dermatologi                       |
| nm, nanometer; LLLT, lågeffektlaser; PDT, fotodynamisk terapi. |               |                       |                                        |

## Laserkirurgi inom optiken

### LASIK
LASIK eller Lasik (laser assisted in situ keratomileusis), ofta benämnt som ögonlaseroperation, är en slags operation vars syftet är att behandla bland annat myopi, hyperopi och astigmatism.

### LASEK
LASEK eller Lasek (laser epithelial keratomileusis) används precis som LASIK för att behandla myopi, hyperopi och astigmatism. Vid LASIK skär man dock djupt i den yttre delen av ögat medan man vid LASEK endast skär till ögats epitel (den yttre delen av hornhinnan).

### Grön starr
Grön starr, även känd som glaukom, är en sjukdom som påverkar ens synnerv så att man kan lida av synbortfall, högt tryck i ögat och ett minskat synfält. Vid behandlingen av sjukdomen kan man ibland behöva en laserbehandling. Då görs små hål längs regnbågshinnan så att vätska kan passera, vilket minskar trycket i ögat.

### Grå starr
Grå starr eller katarakt är en sjukdom som har ett liknande namn som grön starr. De två sjukdomarna är dock inte besläktade. Sjukdomen drabbar oftast äldre personer och leder till att ögats lins blir grumligare, vilket påverkar synen negativt.
Vid behandlingen av grå starr gör man ett hål i den naturliga kapseln som ögats lins sitter i. Därefter byter man ut patientens grumliga lins och ersätter den med en ny, konstgjord lins. Som stöd för den konstgjorda linsen lämnar man kvar kapseln. Denna kapsel kan bli grumlig, till följd av en tillväxt av epitelceller, vilket leder till att patienten upplever liknande symptom som vid grå starr. Detta kallas för efterstarr. Man räknar med att cirka 20 procent av de patienter som behandlats för grå starr bildar efterstarr. Efterstarr går lätt att korrigera. Med hjälp av en YAG laser görs en öppning i kapseln, vilket samtidigt tar bort cellerna som orsakat den grumliga synen.

## Laserkirurgi av estetiskt syfte

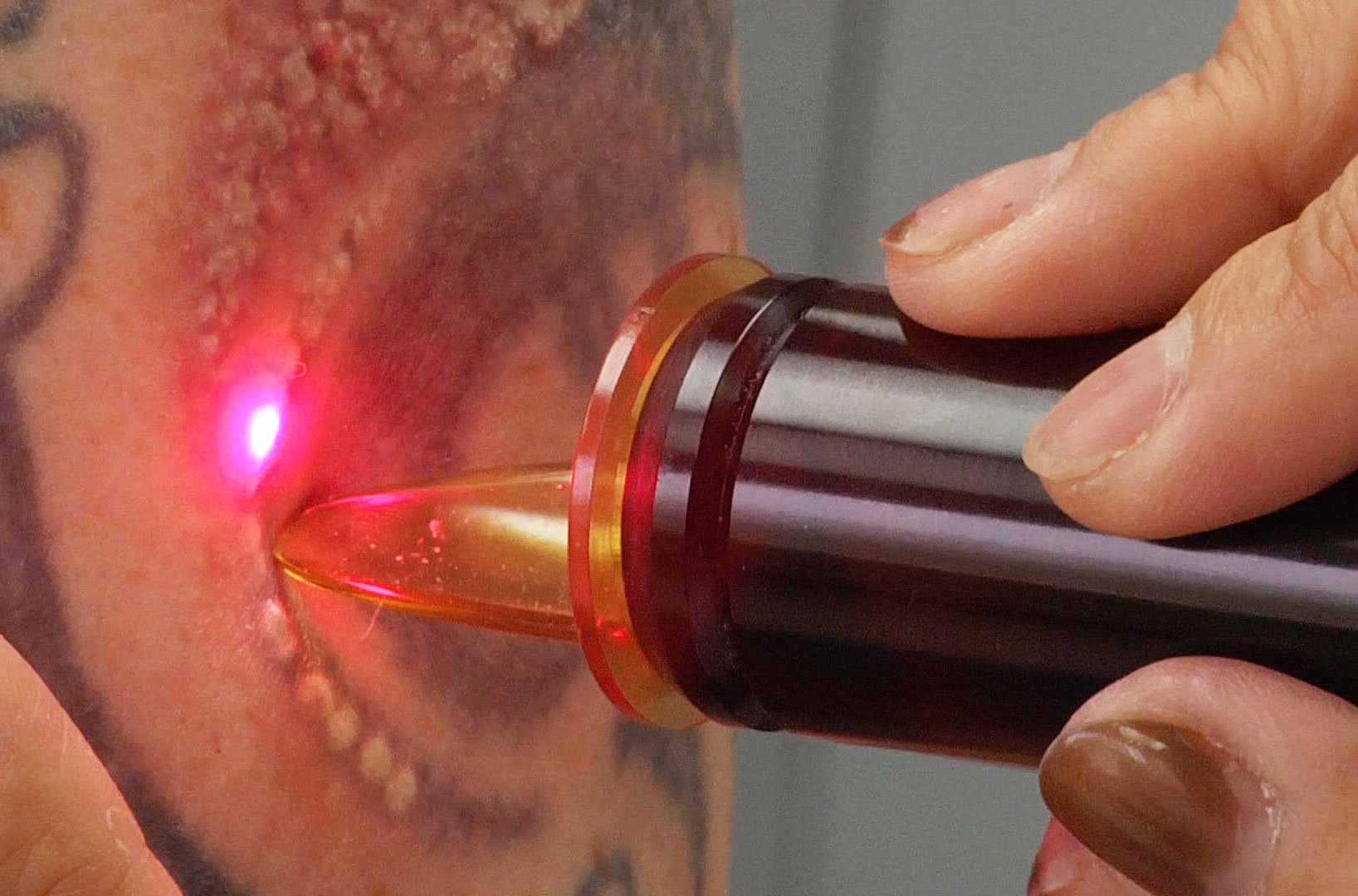
Tatueringsborttagning med laser.

Laserkirurgi används även för estetiska syften, till exempel för borttagning av tatueringar, reducering av rynkor eller vid hårborttagning.
Vid borttagning av tatueringar används en så kallad Q-switchad laser (QS-laser). Det är en laser som skapar starka men korta pulser av laser. En puls varar endast en miljarddels sekund. Laserns intensitet gör att den kan splittra små fragment av bläck.
Laser kan även användas för att ta bort leverfläckar. Enligt en studie av H. Nadgaran och M. Mahmoodi så är Nd:YAG lasern en av de lasrar som är mest lämpade vid ett sådant ingrepp, då den skapar en lägre temperaturökning än exempelvis en Er:YAG eller CO2 laser.
När man använder laser vid hårborttagning riktas lasern mot det område där man vill ta bort hår. Melaninet i håret absorberar ljuset och det bildas värme. Hårsäckarna skadas av den höga temperaturen och hindrar därmed nya hårstrån att växa. Dock är hårborttagningar sällan permanenta och det krävs oftast flera återbesök för att förnya behandlingen.

## Laserkirurgins historia
Det var Albert Einstein som år 1916 föreslog att man kunde stimulera emissionen av fotoner för att likna exciterade atomer. Det var dock först år 1960 som Theodore H. Maiman skapade den första lasern, rubinlasern.
Charles J. Campbell behandlade den första mänskliga patienten vid Harkness Eye Institute of Columbia University den 22 november 1961 då han behandlade en tumör i en patients retina.
Dr. Leon Goldman var den första människan som använde en laser för att behandla en hudsjukdom år 1961. Goldman var även närvarande när den första tumörborttagningen skedde utan någon slags blödning.
Det var först år 1991 som den första LASIK operationen skedde. Man skar då runt patientens öga för att skapa en flik. Denna fliken lyftes sedan för att kunna använda laser på ögat för att rätta till patientens synfel.